# وادي الحلزون
وادي الحلزون هو أحد أودية الجليل الأدنى وسهل عكا في شمال فلسطين، وأحد روافد نهر النعامين. يقدر طوله بنحو 30 كم، واتجاهه العام شرقي – غربي. وتظهر عليه تعرجات وانعطافات كثيرة، خاصة في قسمه الشرقي ضمن جبال الجليل الأدنى.
تتشكل بدايات الوادي من مياه السيول الهابطة من المرتفعات المحيطة بسهل عرابة الواقع على ارتفاع قدره 200 م فوق سطح البحر، ومن مياه بعض الينابيع الصغيرة على أطراف السهل المذكور. ويسير الوادي غرباً، فشمالاً غربياً، ضمن أراض صخرية يتعمق مجراه فيها، ويضيق بين كتلة جبل كمانة ومرتفعات شمال سخنين حيث يرسم منعطفاً نحو الشمال. ثم يعود ويسير غرباً ضمن نهايات جبال الجليل الأدنى وسفوحها الغربية. ويرفد وادي الحلزون عند المنعطف المذكور وادي الشاغور القادم من الشمال الشرقي ليجمع مياه سيول وينابيع المرتفعات المحيطة بسهل الرامة على ارتفاع متوسط قدره 375 م فوق سطح البحر مطوقاً جبل كمانة من الشمال الغربي والغرب.
وبعد أن يقطع وادي الحلزون نحو 15 كم تخرج مياهه من الأراضي الجبلية وأقسام الوادي الضيقة الخانقة العميقة، وتدخل سهل عكا الساحلي وأراضيه المنبسطة عند قرية شعب، على ارتفاع يقل عن 75 م فوق سطح البحر.
ويفسر فرق الارتفاع بين بدايات وادي الحلزون ورافده وادي الشاغور ومخرجه من الجبال، مرور الوادي في قطاعات ضيقة عميقة نجمت عن الحفر والحت الرأسين الكبيرين نتيجة الانحدار الشديد ضمن الصخور الكلسية – الدولوميتية الغالبة على جبال الجليل الأدنى، وأما في السهل، حيث الانحدار الضعيف، فيسير الوادي بهدوء حتى ينتهي، ويمر ضمن مستنقعات تشكلت عند منطقة رفده لنهر النعامين جنوبي مدينة عكا. وينظم جريان الوادي سيلي – مطري يعتمد على أمطار المنطقة المغذية لحوضه، وكميتها المتوسطة تراوح بين 500 و600 مم سنوياً.
وتكثر على القمم والسفوح المطلة على الوادي الخرب والمواقع الأثرية التي تدل على إعمار قديم للمنطقة. كما تقوم عند مخرجه من الجبال قرية شعب التي كانت ثالث قرية في قضاء عكا.